# 単位系
単位系（たんいけい、system of units, en:system of measurement）とは、ある与えられた量体系において、一定の規則に従って定義される、それらの倍量・分量単位を含む、基本単位及び組立単位の集合である。

## 基本単位・組立単位
大部分の物象の状態の量（物理量、工業量、感覚量を併せた概念）にとって、その量の値を伝えるために計量単位は不可欠なものである。例えば、ある種の計量単位を使うことなく誰かに特定の長さを伝えようとすれば、その長さをその人に実際に感じてもらうしかない。
しかし、全ての量について、それのためだけの計量単位が必要というわけではない。物理法則を用いることで、ほとんどの量の計量単位は、他の量の計量単位の組合せとして表現することができる。その場合、それらの組合せの出発点となるいくつかの基本的な計量単位が必要となる。これを基本単位（きほんたんい）といい、それ以外の計量単位を組立単位（くみたてたんい）または誘導単位（ゆうどうたんい）という。
基本単位及び、基本単位の対象としての基本的な量の選択、組立単位の構成の仕方、補助単位の取捨選択は、便宜の問題である。どの単位を基本単位とするかには選択の余地があり、異なる物理量の単位を基本単位とするいくつかの単位系が存在する。
SI基本単位は、実は最も小さな基本単位の組というわけではない。より小さな基本単位の組が提案されており、それは電場と磁場が同じ単位を持つ。これは、電場と磁場が実は同じ現象が異なる形で現れたものであるという物理法則に基づく。いくつかの科学の分野では、SIよりもそのような単位系が好まれることがある。
国際単位系(SI)には7つのSI基本単位がある。SIの他の単位は組立単位として表現することができる。基本単位の次元は互いに独立であるとみなされる。

### 一貫性
ある与えられた量体系の、ある選択された基本単位の集合において、1以外の比例定数を含まず、基本単位の冪乗の積となっている組立単位を「一貫性のある組立単位」(coherent derived unit)と言う。
ある与えられた量体系において、一定の規則に従って定義される、それらの倍量及び分量を含む、基本単位及び組立単位の集合を「一貫性のある単位系」(coherent system of units)と言う。
単位系の構成に当たっては、一貫性が何より重視される。この原則を崩すと、単位系を導入する意味の多くが失われるからである。
国際単位系の組立単位を例に取ると、例えば；
- 「速さの単位」について見ると；
  - メートル毎秒は一貫性がある。
  - キロメートル毎秒は1000という比例定数を含むため、一貫性がない。センチメートル毎秒も0.01という比例定数を含むため、一貫性がない[5]。
  - もちろん、キロメートル毎時も3600という比例定数を含むため、一貫性がない。

- 密度の単位について見ると；
  - キログラム毎立方メートル（kg/m3）は一貫性がある。
  - グラム毎立方センチメートル（g/cm3）は、一貫性がない（ただ比重にほぼ等しいので、しばしば使われる。）

## 単位系の種類
単位系の違いは、基本単位の違いによるものである。自然科学分野、工業分野ではMKSA単位系を発展させた国際単位系（SI）が最もよく使用されるが、CGS単位系などが用いられる場合もある。他に、基本的な物理定数のみに基づいて定義される自然単位系として、原子単位系、プランク単位系などがあり、量子論などの研究で使用される。メートル法、および英米のヤード・ポンド法や日本（東アジア）の尺貫法などの度量衡法も単位系として扱われることがある。
日本の計量法体系では、国際単位系をベースとした単位が法定計量単位となっており、それ以外の計量単位は特殊の用途（計量法#用途を限定する非SI単位）などの他は使用することができない。
- 計量単位
- 法定計量単位
- 国際単位系
- メートル法
  - CGS単位系
  - MTS単位系
- 自然単位系
- 幾何学単位系 (Geometrized units)
- ヤード・ポンド法
- 尺貫法（市制）

異なる単位系の間には前順序関係があり、その関係から同値類を構成して分類できることが指摘されている。